# Кара (Доктор Кто)
Кара (англ. The Visitation) — четвертая серия девятнадцатого сезона британского научно-фантастического телесериала «Доктор Кто», состоящая из четырёх эпизодов, которые были показаны в период с 15 по 23 февраля 1982 года.

## Сюжет
Доктор приземляет ТАРДИС в Хитроу... только примерно на 300 лет раньше. Вся четвёрка при выходе сразу чувствует запах серы, и вскоре они встречают Ричарда Мэйса, разбойника и актёра, который отводит их в безопасное место в амбаре. Они узнают, что недавно рядом приземлилась комета, и Доктор сразу понимает, что та не настоящая. Он интересуется ожерельем Мэйса, которое оказывается браслетом для контроля заключённых, а в амбаре находятся несколько батарей, и герои отправляются в особняк владельца амбара.
В особняке они находят лестницу со стеной в конце, которая оказывается голографическим барьером. Странная фигура запирает дверь в дом, и вся компания через барьер проходит в подвал, где андроид оглушает Тиган и Адрика и ведет их к терилептилу, а остальные вынужденно отступают.
Нисса отправляется за звуковым усилителем из ТАРДИС, а Доктора и Мэйса окружают крестьяне и требуют, чтобы те пошли с ними. Они отказываются и прячутся в корабле терилептила. Тем временем Адрику удается сбежать, а Доктора и Мэйса ловят и бросают на мельнице. Андроид в обличии Мрачного Жнеца врывается на мельницу и забирает Доктора и Мэйса. Доктор предлагает терилептилу отправить его с Земли, но тот планирует убить всех на Земле с помощью чумы и захватить планету, и уничтожает звуковую отвёртку. 
Доктор сбегает вместе с Мэйсом и Тиган, а терилептил отправляется в ближайший город и отправляет андроида захватить ТАРДИС, но того уничтожает Нисса. Все пятеро заходят в ТАРДИС, и Доктор обнаруживает терилептила в Лондоне. Они материализуются на Паддинг-лейн и заходят в булочную, где находятся три терилептила. Но у одного взрывается оружие, и начинается пожар. Мэйс начинает помогать с тушением, а путешественники прощаются и улетают.

## Трансляции и отзывы
| Эпизод            | Дата показа     | Продолжительность | Телезрители (в миллионах) |
| ----------------- | --------------- | ----------------- | ------------------------- |
| «Часть 1»         | 15 февраля 1982 | 24:11             | 8,1                       |
| «Часть 2»         | 16 февраля 1982 | 24:26             | 9,3                       |
| «Часть 3»         | 22 февраля 1982 | 24:23             | 9,9                       |
| «Часть 4»         | 23 февраля 1982 | 23:32             | 10,1                      |
| [ 1 ] [ 2 ] [ 3 ] |                 |                   |                           |

## Интересные факты
- В этой серии (в классическом сериале) в последний раз появляется звуковая отвёртка. Продюсер сериала Джон Нэйтан-Тёрнер посчитал её слишком лёгким способом решения проблем и наложил вето на её возвращение.
- Впервые в сериале здесь используется аниматроника (для маски терилептила).
- Ричард Мэйс был придуман Эриком Сэйвардом для нескольких радиопостановок BBC в 1970-х. Как и в них, он эксцентричный актёр, но теперь в XIX веке.
- Концовка отсылает к Великому лондонскому пожару, который начался в булочной на Паддинг-лейн.